# Mislav Kolakušić
Mislav Kolakušić, né le 15 septembre 1969 à Zagreb, est un homme politique croate.